# Olimpus Roma (femminile)
La sezione femminile dell'Associazione Sportiva Dilettantistica Olimpus Roma è stata una squadra italiana di calcio a 5 con sede a Roma.

## Storia
La società è stata fondata il 9 settembre 1999 per volere di Andrea Verde. Nel 2017 la sezione femminile vince la Coppa Italia a Bassano, dopo essere arrivata in finale con il Sinnai, e diventa campione d'Italia per la prima volta, battendo in finale la Ternana. A settembre dello stesso anno, conquista inoltre la Supercoppa italiana superando al PalaKilgour di Ariccia il Montesilvano. Al termine della stagione 2018-19, conclusa con un'inaspettata retrocessione, la società annuncia lo scioglimento della sezione femminile per concentrare le forze su quella maschile. Il titolo sportivo è stato acquistato dalla Best Sport.